# Cam Đồng Dụ
Cam Đồng Dụ gồm có cam đường và cam chanh quý có cách đây hàng trăm năm, đã nổi danh với câu ca Lồn Cổ Am, cam Đồng Dụ, vú Đồ Sơn”, một trong những sản vật “Tiến Vua”, nổi tiếng khắp cả nước của người dân tổ dân phố Đồng Dụ, phường An Hải, quận An Dương, thành phố Hải Phòng xưa kia. Hiện nay, cam Đồng Dụ là nguồn gen quý, hiếm, có nguy cơ tuyệt chủng cao, rất cần được bảo tồn.

## Đặc điểm
Cam Đồng Dụ có hai loại, cam chanh và cam đường:
- Cam chanh có thành cao, vỏ dày, dưới đáy quả có một vùng tròn nên gọi là “cam Đồng Tiền”. Quả to bằng ấm pha nước chè, tép nhỏ có màu hơi hồng, mọng nước, có vị ngọt. Khi chín, vỏ có màu vàng tươi.[6]
- Cam đường quả nhỏ, bằng chén uống nước trà, thấp thành. Vỏ cam đường mỏng, nhiều tinh dầu thơm; vỏ đỏ thẫm khi chín giống như cam giấy nhưng không dễ bóc, khi bổ thường dùng dao bổ như bổ cau. Bao bọc quanh múi là lớp màng trắng như màng nhện. Khi ăn, cam có vị ngọt thanh, dịu nên được gọi là cam Đường, và đây chính là sản phẩm dùng để “tiến vua”.[6]

Cam Đồng dụ cho quả vụ đầu 5-7 quả/cây, sau đó, số quả tăng dần, đến khi trưởng thành cho năng suất 50-70 quả/cây/năm; thời gian cho quả hàng chục năm.

## Trồng và chọn cam tiến vua
Tương truyền, để có cam tiến vua, làng đã tổ chức phân công dân làng trồng và lựa chọn cam theo hướng chuyên nghiệp. Người chọn giống, người trồng, người chăm sóc. Trong khâu chăm bón, người dân sử dụng bột đậu tương, ruột ốc bụt ngâm để bón cây. Khâu chọn cam được tổ chức vào dịp giáp Tết Nguyên Đán, do những bậc cao niên, chức sắc chọn để tiến vua.

## Nguy cơ thất truyền
Trước những năm 90 của thế kỷ XX, ở Đồng Dụ, nhà nhà trồng cam cung cấp sản phẩm cho thị trường thành phố Hải Phòng và nhiều tỉnh, thành phố lân cận.
Từ những năm 90 của thế kỷ trước trở lại đây, do quá trình đô thị hóa, do chuyển đổi cơ cấu cây trồng của địa phương, cộng thêm với hiện tượng thoái hóa giống, diện tích trồng cam Đồng Dụ ngày càng thu hẹp. Đầu những năm 1990, làng Đồng Dụ còn rất nhiều vườn cam. Năm 1995, hơn 10 hộ trồng cả cam Đường và cam Chanh. Đến nay, còn hai hộ trồng cam đường với tổng số 03 cây và một vài hộ trồng cam chanh.

## Trong thơ ca
- Đêm An Dương: "Dẫu chưa mắc nợ lời mời, Thì cam Đồng Dụ vẫn tươi sắc mùa...", Bùi Thị Thu Hằng
- Cam Đồng Dụ: "Về thăm Đồng Dụ chốn cam đường, Đặc sản bao đời “cung tiến vương”. Thổ nhưỡng diệu kỳ hoa sắc thắm; Thủy phong thuần khiết trái thơm hương. Của ngon chúa hưởng, người ai oán, Vật lạ vua dùng, kẻ xót thương...". Mạnh Cường.
- Trong dân gian có câu ca:

"Người Cổ Am, cam Đồng Dụ, thú Đồ Sơn", thực chất là câu "Lồn Cổ Am, cam Đồng Dụ, vú Đồ Sơn" 
"Bưởi Đại Trà, cam Đồng Dụ, gà Văn Cú"  (Làng Đại Trà, xã Đông Phương, huyện Kiến Thụy và làng Văn Cú, phường An Đồng, quận An Dương)
"Đồng Dụ có cam tiến vua - Đình thờ Đại Phạm với chùa Phúc Linh"...